# كين هاربر (لاعب كرة قدم)
كين هاربر (بالإنجليزية: Ken Harper)‏ (15 أبريل 1917 ببارنسلي في المملكة المتحدة - 1 فبراير 1994) هو لاعب كرة قدم بريطاني (وحمل سابقاً جنسية المملكة المتحدة لبريطانيا العظمى وأيرلندا) في مركز الدفاع. لعب مع برادفورد سيتي ونادي والسول.